# Huracán Alma (1966)
El Huracán Alma fue un huracán mayor que se presentó inusualmente en el mes de junio de la temporada de huracanes del Atlántico de 1966. Fue el golpe más temprano en los Estados Unidos continentales por cualquier huracán desde la temporada de 1825. Trajo consigo lluvias moderadas al sureste, y vientos que dañaron principalmente a la Florida,

## Historia meteorológica

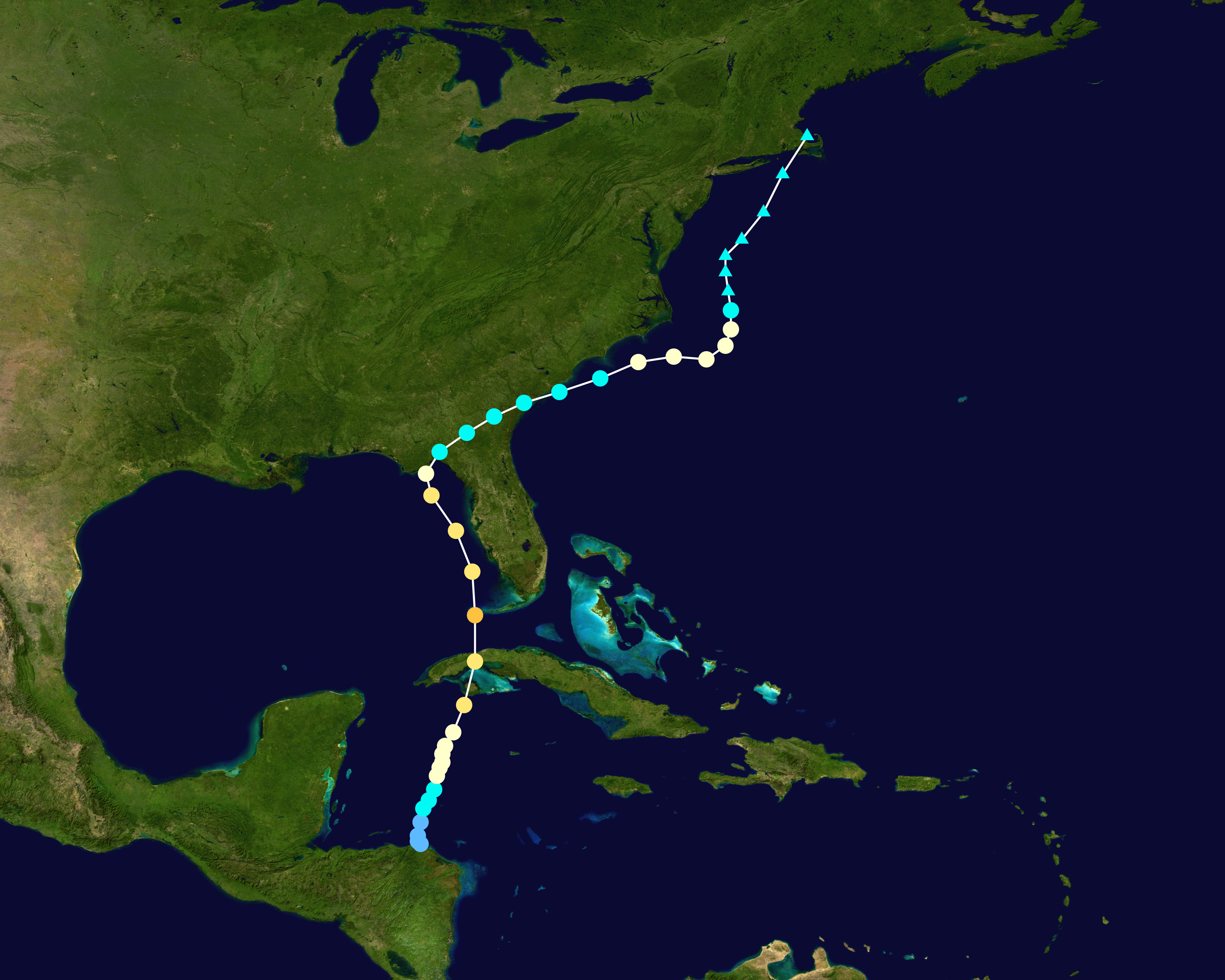
Trayecto de la tormenta.

el huracán alma se originó un 4 de junio de 1966 en América Central inicialmente como una tormenta tropical subió a huracán categoría 3 en su paso por la isla de la juventud destruyó plantaciones y granjas avícolas y una torre de radio fue derribada por los fuertes vientos mientras tanto en la costa sur de las provincias de mayabeque y artemisa las mareas altas destruyeron cientos de botes pesqueros, varios pueblos costeros sufrieron inundaciones y en la provincia  de ciudad habana el huracán derribo cientos de árboles y postes de electricidad y daño más de 1000 viviendas.
en la provincia de artemisa  los vientos huracanados hundieron un bote ahogando a una persona  mientras las otras 2 personas nadaron hacia la costa el huracán alma provocó daños significativos a las plantaciones de cuba destruyendo 5400 hectáreas de plátano y 7320 hectáreas de maíz y varias plantaciones de árboles frutales igualmente afectó plantaciones de caña de azúcar y de tabaco 12 personas murieron en Cuba con el paso del huracán alma ,
En los Estados Unidos el huracán también provocó grandes daños a las plantaciones de florida y causó 6 muertes e inundaciones.
En Honduras las inundaciones causadas por este huracán provocaron la muerte de 75 personas siendo el país con más perdidas humanas ocasionadas por este fenómeno.